# Labastide-Gabausse
Labastide-Gabausse is een gemeente in het Franse departement Tarn (regio Occitanie) en telt 374 inwoners (1999). De plaats maakt deel uit van het arrondissement Albi.

## Geografie
De oppervlakte van Labastide-Gabausse bedraagt 12,0 km², de bevolkingsdichtheid is 31,2 inwoners per km².
De onderstaande kaart toont de ligging van Labastide-Gabausse met de belangrijkste infrastructuur en aangrenzende gemeenten.

## Demografie
Onderstaande figuur toont het verloop van het inwonertal (bron: INSEE-tellingen).